# Nikša Kaleb
Nikša Kaleb, hrvaški rokometaš, * 9. marec 1973, Metković.
Leta 2004 je na poletnih olimpijskih igrah v Atenah v sestavi hrvaške reprezentance osvojil zlato olimpijsko medaljo.